# IOS 5

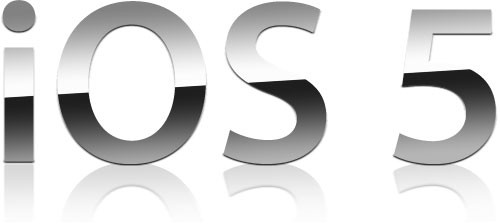
Imagem ilustrativa

iOS 5 foi a quinta versão do sistema operacional móvel iOS projetado pela Apple Inc. Ele foi precedido por iOS 4 (versão final foi 4.3.5) e sucedido pelo iOS 6, que foi lançado em 19 de setembro de 2012.

## Historia
iOS 5 foi inspecionado em 06 junho de 2011 durante a WWDC 2011. No mesmo evento, a Apple visualizaram Mac OS X Lion e anunciou seu serviço de comunicação baseado em nuvem, o iCloud. Pela segunda vez, o apoio a alguns dispositivos foi abandonada, especificamente o iPhone 3G eo iPod Touch (2ª geração). Dispositivos suportados nesta versão incluem o iPhone 3GS em diante, o iPod touch (3ª geração) em diante, e o iPad original em diante.
Em 4 de outubro de 2011, a Apple realizou um evento no prédio 4 Infinite Loop, em sua sede em Cupertino, Califórnia. Enquanto outros itens foram discutidos, o foco principal foi a apresentação do iPhone 4S e sua, software exclusivo novo Siri. A data de lançamento para o iOS 5, 12 de outubro, foi anunciado neste evento.
O iPhone 4S veio com iOS 5 pré-instalado, mas as unidades mais antigas necessária a atualização para ser instalado através do iTunes. No entanto, quando a atualização foi lançada pela primeira vez, muitos usuários receberam mensagens de erro sobre a tentativa de baixá-lo, e alguns tinham avisos que os dispositivos não pode ser restaurado. Pensava-se que os servidores da Apple simplesmente não eram capazes de manter-se com a demanda, fazendo com que até metade dos pedidos iniciais para a atualização falhar.